# Sousneyos II d'Éthiopie
Sousneyos II d'Éthiopie prétendant au trône en 1770.
Fils illégitime réel ou supposé de Iyasou II il est opposé par un parti de nobles soutenus par l'impératrice Méntouab à Takla Haïmanot II d'Éthiopie  entre juin et septembre 1770. Ses partisans sont vaincus après un combat sanglant par les troupes de Mikael Sehul. Livré à Tekle Haymanot II d'Éthiopie, rétabli sur le trône, Sousneyos est pendu l'année suivante.